# Sucredvärgtyrann
Sucredvärgtyrann (Phyllomyias urichi) är en starkt utrotningshotad fågel i familjen tyranner som enbart förekommer i Venezuela.

## Utseende och läten
Sucredvärgtyrannen är en liten (12 cm) och huvudsakligen grön och gul flugsnapparliknande fågel. Ovansidan är klart olivgrön med kontrasterande grå hjässa. På vingen syns två vita vingband och vita kanter på vingpennorna. Den har vidare ett kort vitt streck ovanför tygeln och vit ögonring. Undersidan är ljusgul, vitast på strupen. Lätet är okänt.

## Utbredning och status
Fågeln är endemisk för nordöstligaste Venezuela där den förekommer i Sucre, Monagas och Anzoátegui. Den behandlas som monotypisk, det vill säga att den inte delas in i några underarter.

## Status och hot
Sucredvärgtyrannen har ett mycket begränsat utbredningsområde och en liten världspopulation bestående av uppskattningsvis endast 600–1700 vuxna individer. Den tros också minska i antal till följd av habitatförlust. Fågeln är därför upptagen på internationella naturvårdsunionen IUCN:s röda lista över hotade arter, kategoriserad som starkt hotad (EN).

## Namn
Fågelns vetenskapliga artnamn hedrar Friedrich William Urich (1870–1937), naturforskare på Trininad.